# JAL MAP
JAL MAP（ジャルマップ）とは日本航空株式会社が運営していた海外旅行サポートサイト。
JAL MAPは海外の地図を日本語・現地語にて表記し、店舗検索・予約機能を搭載。JALホームページ／国際線コンテンツの一部で、利用にあたって登録手続き（JALマイレージバンク会員登録、等）は不要。
掲載の地図・店舗情報は、株式会社JALブランドコミュニケーションにて発行する海外旅行ガイドブックJAL GUIDE（JALガイド）がベース。2012年からは、JALシティガイドマップとして書店などで販売されていたが、2023年2月28日をもって販売を終了した。

## 沿革
- 2007年3月 JAL MAPページ公開（ホノルル・ニューヨーク）
- 2007年10月 レストラン予約（オープンテーブル社）機能追加
- 2008年10月 東京エリア（英語版）追加
- 2008年11月 衛星写真を追加（一部の都市）
- 2012年 JALシティガイドマップ 発売
- 2023年 JALシティガイドマップ 販売終了

## 受賞
- 2007年度 グッドデザイン賞コミュニケーションデザイン部門